# Habenaria pseudociliosa
Habenaria pseudociliosa là một loài thực vật có hoa trong họ Lan. Loài này được Schelpe ex J.C.Manning mô tả khoa học đầu tiên năm 1989.